# 高橋貞子 (超能力被験者)
高橋 貞子（たかはし さだこ、1886年〈明治19年〉 - ?）は、日本の明治時代から大正時代にかけての人物。岡山県和気郡和気町出身。超心理学者である福来友吉に、透視・念写能力を持つ超能力者として協力し、超能力実験の被験者となった人物である。
ホラー小説および映画作品『リング』シリーズに登場する架空の人物・山村貞子の名の由来、または山村貞子のモデルとの説もあるが、作者の鈴木光司は否定している。明治末期に超能力者とされた御船千鶴子、長尾郁子らと並んで紹介されることも多いが、2人と比較すると生涯についての資料に乏しく、謎が多い。

## 経歴
岡山県和気郡和気町で、二男二女の末子として誕生した。幼少時より無口で、静かな場所でもの思いにふけることを好んだ。他人に対しては不愛想である一方で、困っている人には手を差し伸べずにはいられない、同情心の深い性格であった。感受性が強く、気持ちの起伏によって吐血、発熱、痙攣といった生理的な変調をきたす一面もあった。また、父が日蓮宗の熱心な信者だった影響で、貞子もまた日蓮宗への篤い信仰心を抱いていた。

### 夫・高橋宮二のもとでの実験
貞子の夫・高橋宮二は超心理学の専門家ではなかったが、独自に精神修養のための呼吸法を研究しており、貞子も彼に倣ってこれを実践しているうちに、精神統一の方法を学んだ。宮二はこれを通じ、貞子に霊的能力があると感じたという。
宮二が貞子の能力に気づいたのは、奇しくも長尾郁子の初の念写実験が行われた1910年（明治43年）11月12日とされ、夫妻は当時、東京府豊多摩郡千駄ヶ谷町（現・東京都渋谷区千駄ヶ谷）で生活していた。福来の著書『透視と念写』によれば同日、貞子は宮二に、自分の手にした火箸がひとりでに火鉢の上を動いて「清」の字を記したと告げた。宮二はウィジャボードを試したところ、「貞子は清原千鶴子（御船千鶴子のこと、清原は千鶴子の義兄の姓）のように千里先を見通す」と出た。これにより宮二は貞子に透視実験の提案をした。同月より、字を書いた紙や物を箱に入れて透視するという方法で、20回以上にわたって実験が行われた。この経緯は福来の『透視と念写』にまとめられており、貞子はことごとく透視を成功させたとある。

### 福来友吉のもとでの実験
当時、貞子たちは鵜澤總明の邸宅内の一戸に住んでおり、鵜澤が福来と面識があったことから、鵜澤の紹介を通じて福来が貞子に関心を示し、福来のもとで実験の行われる運びとなった。この実験では、貞子は精神統一の後、あたかも別の人格が宿ったかのような言動で透視や念写を行った。これが御船千鶴子や長尾郁子と異なる大きな特徴であり、福来はこの別人格を「霊格」と呼んだ。
1913年（大正2年）3月2日の最初の実験では、高橋宅の近くの医師の家で、久保良英、後藤牧太、桑田芳蔵、今村力三郎らの同席のもと、福来が持参して隠し持っていた写真乾板に念写を行うことが試みられた。しかし、福来は12枚の大きな乾板を用意したにもかかわらず、貞子は「昨夜の夢で乾板が5枚と知っている」「5枚の小さな乾板」と、違うことを言った。念写の結果も、福来の乾板へは成功せず、すでに医師宅にあった別の乾板に感光していた。福来は、貞子の能力は福来の方ではなく、その医師宅の乾板の方へ向かったものとも解釈したが、この実験に学術的価値はないと認めざるを得ず、第1回実験は失敗と見なされた。

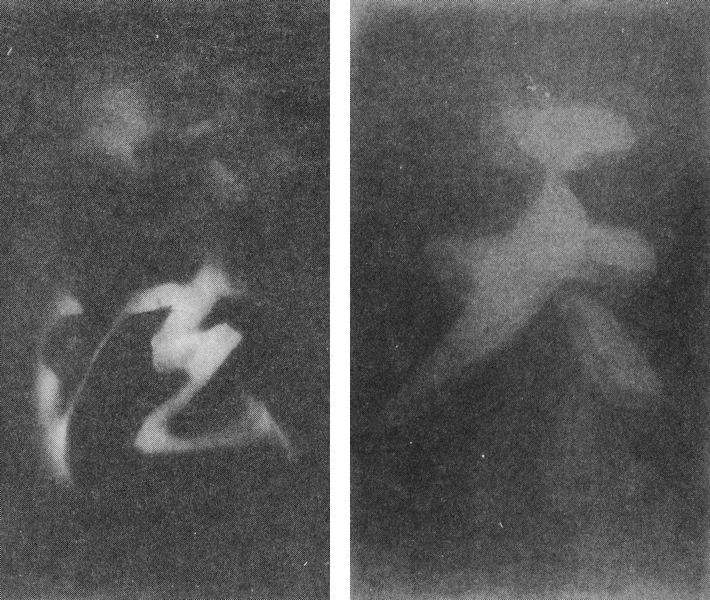
高橋貞子の念写結果とされる写真。向かって左が第2回実験の「妙法」、右が第3回実験の「天」。

翌月の4月27日には第2回実験が、福来の自宅で行われた。福来は新品の乾板12枚から3枚を抜き出し、紙で何重にも包み、さらにボール箱に入れて封をして用意し、信頼のおける書生に監視させておいた。夜6時頃に貞子が福来宅を訪れ、「妙法」の2字を念写する旨を告げた。夜8時半頃より、久保と高橋穣（心理学者）が立ち会いのもとで、実験が始められた。この結果、3枚の乾板の内の1枚に「妙法」の2字が感光していた。
5月10日には、第3回実験が行われた。貞子はこの3日前に頭痛を患い、福来より催眠術による治療を受けており、その催眠状態において「次の実験では『天』の字と自分の指3本を念写する」と告げていた。実験当日、福来は前回同様に、新品の乾板を包装した上に封をして用意しており、久保、後藤、桑田、井上哲次郎、筧克彦が立ち会った。この実験では、貞子が前もって告げていた「天」の1字と自分の指3本の他、「金」の字や、丸い形、サンゴ礁、小さな丸い点の感光が確認された。福来が貞子に、前もって宣言した内容以外の感光内容について尋ねると、貞子はその記憶はまったくないとのことであった。福来は、長尾郁子の実験でも同様のことがあったため、貞子の潜在観念が念写に現れたものと解釈した。
福来はこれらの実験結果をもって、貞子の透視や念写能力を事実と確信するに至った。宮二は福来を深く信頼し、貞子を学会研究のために献上することを宣言した。

### 実験の終焉

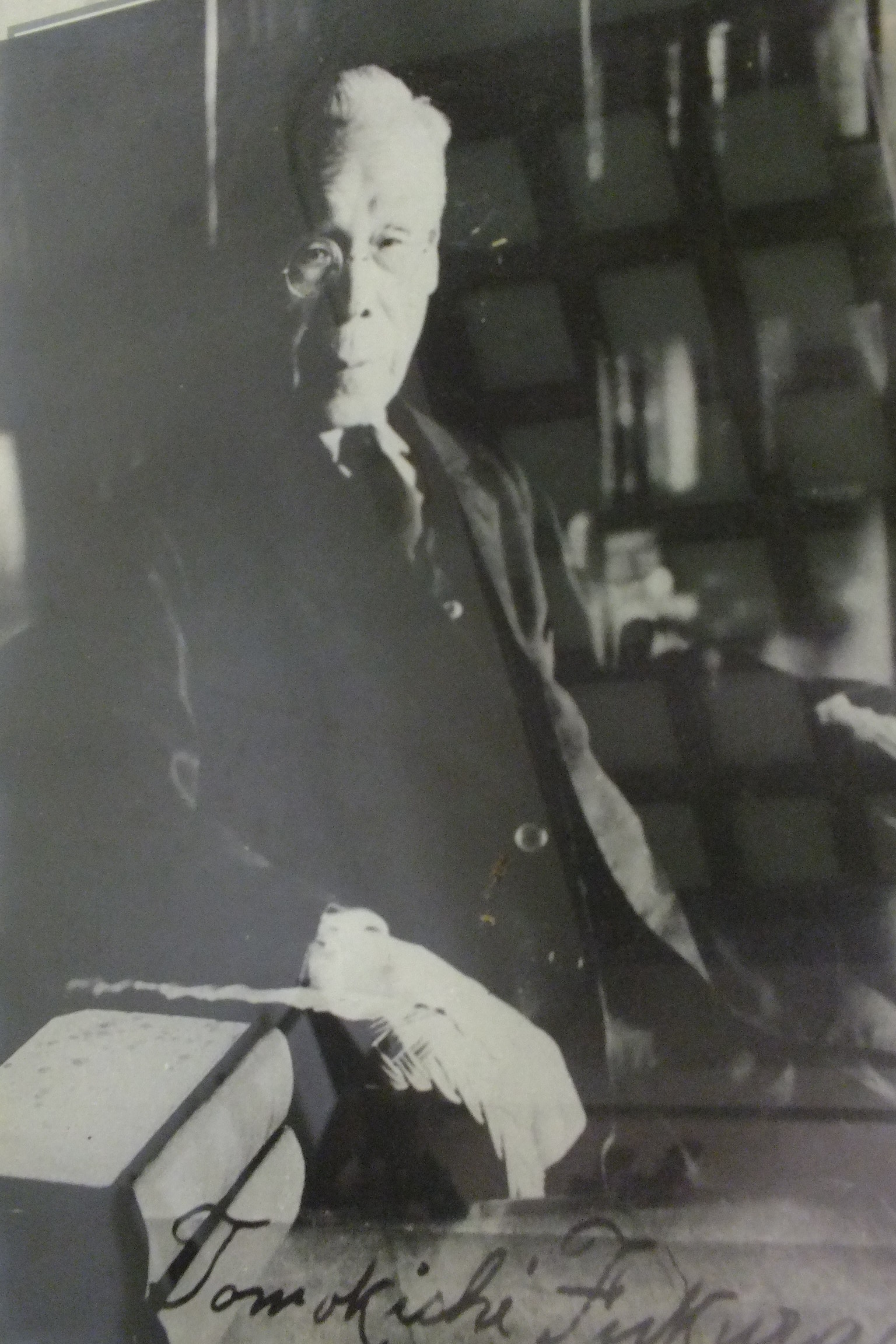
福来友吉。福来の実験は著書『透視と念写』（1913年）として出版されたが、「迷信を増長させる」として、多くの学者たちの反発と批判を招き孤立無援となった。

これらの貞子の実験結果は、福来により御船千鶴子、長尾郁子の実験結果と前述の彼の著書『透視と念写』（1913年）として出版されたが、逆にこれは「迷信を増長させる」として、多くの学者たちの反発と批判を招いた。福来はさらに貞子の実験に立ち会う学者を求めたものの、これ以降、学者陣は福来に関心を示すことはなくなった。かつて福来の超能力実験に懐疑的だった物理学者の山川健次郎らへの再挑戦として、公の場で貞子の超能力実験を行うことも試みられたが、立ち会う者は皆無であり、この試みも失敗に終わった。
孤立無援となった福来に代り、宮二は山川に実験の協力を仰いだが、山川は多忙などを理由として取り合わなかった。宮二はこれを不誠意な対応と受け止めて憤慨し、今後一切の学者の協力に応じないことを決断した。やがて福来が休職命令を受けると、貞子たちは自分たちの実験が福来に害をおよぼしたとして責任を感じ、福来への詫びのけじめとして夫妻ともども東京を去り、1915年（大正4年）に、郷里の岡山へ転居した。こうして貞子は公の場で能力を披露することのないまま、念写実験を終えることとなった。
宮二によれば、岡山での貞子は心霊治療を行っており、周囲から熱心な支持が得られ、希望があれば渡航して治療していたとされる。こうした治療行為は、1925年（大正14年）まで続けられていた。宮二が1933年（昭和8年）に出版した『千里眼問題の真相』によれば、貞子は同1933年頃まで岡山にいたことが記録されているが、その後の記録は未確認であり、晩年の様子や没年も定かではない。

## 信憑性
福来に会う以前に、宮二と行った実験は、多数の成功を収めたと記録されている。しかしこれは夫妻のみで行われた実験のため、客観性はほぼ皆無である。近所に住む「某医師」が立ち会ったとの記録もあるが、この人物も詳細不明である。
福来のもとでの実験については、第三者による立会人がおり、その点は評価に値している。また、かつての長尾郁子の念写実験においては、同席していた山川健次郎が、乾板に外部から放射線を当てることで感光させたと懐疑していたが、貞子の実験では、3枚重ねの乾板の中央にのみ念写させるといった具合に、外部からの刺激などによるトリックでは不可能な点が後に評価されている。
しかし一方では、事前に乾板を別の場所に置くなどの方法はとられておらず、乾板のすり替えのようなトリックがまったく不可能というわけではなく、大方の念写はこうしたトリックによるものだとする批判もある。
また、すべての実験においての日程と題は、貞子の方が決めていた。表面上では先述の貞子の「霊格」なる別人格が決めていたとされるが、客観的に見れば貞子自身が決めていたことに他ならず、これにより事前にトリックを仕込むことができた可能性も示唆されている。また第1回の実験が失敗したときにも、貞子の方から日時の指定があったが、福来たち実験参加は所用のために3時間以上も遅刻していた。このことについて福来は「急な事態により貞子の精神が乱れて失敗した」と解釈しているが、その一方で、貞子側の思い通りに事が進まなかったことで、トリックを働かせることができなかったとの可能性も指摘されている。